# جورج سترينج
جورج سترينج هو مجدف كندي، ولد في 9 نوفمبر 1880 في بورتاج لابريري في كندا، وتوفي في 22 يونيو 1961 في تورونتو في كندا.

## وصلات خارجية
- جورج سترينج على موقع الاتحاد الدولي للتجديف (الإنجليزية)
- جورج سترينج على موقع اللجنة الأولمبية الدولية (الإنجليزية)
- جورج سترينج على موقع أوليمبيديا (الإنجليزية)